# Ophiomyia
Ophiomyia är ett släkte av tvåvingar. Ophiomyia ingår i familjen minerarflugor.

## Dottertaxa tillOphiomyia, i alfabetisk ordning[1][2]
- Ophiomyia aberrans
- Ophiomyia abutilivora
- Ophiomyia acutalis
- Ophiomyia aeneonitens
- Ophiomyia akbari
- Ophiomyia albivenis
- Ophiomyia alliariae
- Ophiomyia alternantherae
- Ophiomyia alysicarpi
- Ophiomyia ambrosia
- Ophiomyia anguliceps
- Ophiomyia angustilunula
- Ophiomyia anomala
- Ophiomyia apta
- Ophiomyia aquilegiana
- Ophiomyia aquileigana
- Ophiomyia aricella
- Ophiomyia aricensis
- Ophiomyia arizonensis
- Ophiomyia asparagi
- Ophiomyia asterovora
- Ophiomyia asymmetrica
- Ophiomyia atralis
- Ophiomyia atriplicis
- Ophiomyia banffensis
- Ophiomyia beckeri
- Ophiomyia bengalensis
- Ophiomyia berii
- Ophiomyia bernardinensis
- Ophiomyia bispina
- Ophiomyia bivibrissa
- Ophiomyia blepharidis
- Ophiomyia bohemica
- Ophiomyia boulderensis
- Ophiomyia buccata
- Ophiomyia buskei
- Ophiomyia cabanae
- Ophiomyia camarae
- Ophiomyia campanularia
- Ophiomyia campanularum
- Ophiomyia caribbea
- Ophiomyia carolinae
- Ophiomyia carolinensis
- Ophiomyia cassiae
- Ophiomyia centrosematis
- Ophiomyia chancayana
- Ophiomyia chinensis
- Ophiomyia chondrillae
- Ophiomyia chromolaenae
- Ophiomyia cicerivora
- Ophiomyia cichorii
- Ophiomyia colei
- Ophiomyia collini
- Ophiomyia commendata
- Ophiomyia compositicaulis
- Ophiomyia congregata
- Ophiomyia coniceps
- Ophiomyia conspicua
- Ophiomyia cornifera
- Ophiomyia cornuta
- Ophiomyia costaricensis
- Ophiomyia crepidula
- Ophiomyia crotalariella
- Ophiomyia cunctata
- Ophiomyia cursae
- Ophiomyia curvibrissata
- Ophiomyia curvipalpis
- Ophiomyia cymbonoti
- Ophiomyia debilis
- Ophiomyia decembris
- Ophiomyia deceptiva
- Ophiomyia definita
- Ophiomyia delecta
- Ophiomyia delphinii
- Ophiomyia devia
- Ophiomyia dhofarensis
- Ophiomyia disordens
- Ophiomyia dissimilis
- Ophiomyia dulcis
- Ophiomyia dumosa
- Ophiomyia duodecima
- Ophiomyia eldorensis
- Ophiomyia eleutherensis
- Ophiomyia eucodonus
- Ophiomyia fasciculata
- Ophiomyia fastella
- Ophiomyia fastosa
- Ophiomyia fennoniensis
- Ophiomyia fera
- Ophiomyia ferina
- Ophiomyia ferox
- Ophiomyia fici
- Ophiomyia fida
- Ophiomyia floccusa
- Ophiomyia frosti
- Ophiomyia furcata
- Ophiomyia galii
- Ophiomyia gentilis
- Ophiomyia georginae
- Ophiomyia gnaphalii
- Ophiomyia gracilimentula
- Ophiomyia gressitti
- Ophiomyia haydeni
- Ophiomyia helichrysi
- Ophiomyia heracleivora
- Ophiomyia heringi
- Ophiomyia hieracii
- Ophiomyia hirticeps
- Ophiomyia hornabrooki
- Ophiomyia imparispina
- Ophiomyia improvisa
- Ophiomyia inaequabilis
- Ophiomyia ingens
- Ophiomyia insularis
- Ophiomyia io
- Ophiomyia ivinskisi
- Ophiomyia jacintensis
- Ophiomyia kaputarensis
- Ophiomyia kenyae
- Ophiomyia kilembensis
- Ophiomyia kilimanii
- Ophiomyia kingsmerensis
- Ophiomyia koreana
- Ophiomyia kwansonis
- Ophiomyia labiatalis
- Ophiomyia labiatarum
- Ophiomyia lacertosa
- Ophiomyia lantanae
- Ophiomyia lappivora
- Ophiomyia lassa
- Ophiomyia lauta
- Ophiomyia legitima
- Ophiomyia leprosa
- Ophiomyia levata
- Ophiomyia lippiae
- Ophiomyia longilingua
- Ophiomyia lucidata
- Ophiomyia lucidella
- Ophiomyia lunatica
- Ophiomyia lutzi
- Ophiomyia maculata
- Ophiomyia magna
- Ophiomyia maipuensis
- Ophiomyia major
- Ophiomyia malitiosa
- Ophiomyia mallecensis
- Ophiomyia marquesana
- Ophiomyia maura
- Ophiomyia melanagromyzae
- Ophiomyia melandricaulis
- Ophiomyia melandryi
- Ophiomyia melica
- Ophiomyia memorabilis
- Ophiomyia mendica
- Ophiomyia mesonotata
- Ophiomyia micra
- Ophiomyia mohelensis
- Ophiomyia monticola
- Ophiomyia moravica
- Ophiomyia mussauensis
- Ophiomyia nassauensis
- Ophiomyia nasuta
- Ophiomyia nealae
- Ophiomyia negrosensis
- Ophiomyia nigerrima
- Ophiomyia nona
- Ophiomyia obstipa
- Ophiomyia ocimi
- Ophiomyia ocimivora
- Ophiomyia octava
- Ophiomyia ononidis
- Ophiomyia orbiculata
- Ophiomyia orientalis
- Ophiomyia otfordensis
- Ophiomyia oviformis
- Ophiomyia ozeana
- Ophiomyia paektusanica
- Ophiomyia papuana
- Ophiomyia paramaura
- Ophiomyia parva
- Ophiomyia parvella
- Ophiomyia parvula
- Ophiomyia penicillata
- Ophiomyia perversa
- Ophiomyia peshokia
- Ophiomyia pfaffiae
- Ophiomyia phalloides
- Ophiomyia phaseoli
- Ophiomyia phaseoloides
- Ophiomyia pinguis
- Ophiomyia placida
- Ophiomyia praecisa
- Ophiomyia pretoriensis
- Ophiomyia prima
- Ophiomyia productella
- Ophiomyia pseudocunctans
- Ophiomyia pseudonasuta
- Ophiomyia puerarivora
- Ophiomyia pulicaria
- Ophiomyia pulicarioides
- Ophiomyia pullata
- Ophiomyia punctohalterata
- Ophiomyia quarta
- Ophiomyia quinta
- Ophiomyia ranunculicaulis
- Ophiomyia rapta
- Ophiomyia recticulipennis
- Ophiomyia repentina
- Ophiomyia rhodesiensis
- Ophiomyia rostrata
- Ophiomyia rotata
- Ophiomyia sasakawai
- Ophiomyia scaevolana
- Ophiomyia secunda
- Ophiomyia senecionina
- Ophiomyia sepilokensis
- Ophiomyia septima
- Ophiomyia setituberosa
- Ophiomyia sexta
- Ophiomyia shastensis
- Ophiomyia shibatsuji
- Ophiomyia similata
- Ophiomyia simplex
- Ophiomyia skanensis
- Ophiomyia slovaca
- Ophiomyia solanicola
- Ophiomyia solanivora
- Ophiomyia solivaga
- Ophiomyia spencerella
- Ophiomyia spenceri
- Ophiomyia spicatae
- Ophiomyia spinicauda
- Ophiomyia spuriosa
- Ophiomyia stenophaga
- Ophiomyia stricklandi
- Ophiomyia strigalis
- Ophiomyia suavis
- Ophiomyia subaberrans
- Ophiomyia subdefinita
- Ophiomyia subheracleivora
- Ophiomyia submaura
- Ophiomyia subpraecisa
- Ophiomyia subtilis
- Ophiomyia sueciae
- Ophiomyia sulcata
- Ophiomyia tenax
- Ophiomyia tertia
- Ophiomyia texana
- Ophiomyia texella
- Ophiomyia thalictricaulis
- Ophiomyia tiliae
- Ophiomyia tovarensis
- Ophiomyia tranquilla
- Ophiomyia tremenda
- Ophiomyia tuberculata
- Ophiomyia tuberimentula
- Ophiomyia tunisiensis
- Ophiomyia undecima
- Ophiomyia wabamunensis
- Ophiomyia valida
- Ophiomyia variegata
- Ophiomyia vasta
- Ophiomyia vegeta
- Ophiomyia verbasci
- Ophiomyia verbenivora
- Ophiomyia verdalis
- Ophiomyia vibrissata
- Ophiomyia vignivora
- Ophiomyia vimmeri
- Ophiomyia virginiensis
- Ophiomyia visenda
- Ophiomyia vitiosa
- Ophiomyia vockerothi
- Ophiomyia vulgaris
- Ophiomyia yolensis
- Ophiomyia zernyi